# Железнодорожный (Ставропольский край)
Железнодоро́жный — посёлок в Советском районе (городском округе) Ставропольского края Российской Федерации. 

## География
Расстояние до краевого центра: 163 км. Расстояние до районного центра: 18 км.

## История
10 января 1943 года станция Кума была освобождена от немецко-фашистских войск.
1 мая 2017 года посёлок входил в упразднённый Солдато-Александровский сельсовет).

## Население
| 1989 | 2002 | 2010 | 2014 |
| ---- | ---- | ---- | ---- |
| 564  | ↘490 | ↘396 | ↗500 |

По данным переписи 2002 года, 85 % населения — русские.